# Dood van Neda Soltan
Neda Agha Soltan (Teheran, 23 januari 1983 – aldaar, 20 juni 2009) was een Iraanse student filosofie die werd neergeschoten tijdens de verkiezingsprotesten van 2009.
Haar dood werd door omstanders gefilmd en verscheen op internet. Neda Soltan, wier voornaam Farsi is voor stem, groeide als "de stem van Iran" uit tot een van de belangrijkste symbolen van de protestbeweging.

## Omstandigheden van het overlijden
Op 20 juni 2009 was Soltan samen met haar muziekleraar in de auto onderweg om een protestmars in Teheran bij te wonen. Toen ze vanwege de hitte en vermoeidheid uit de auto was gestapt, werd ze onder vuur genomen en neergeschoten, volgens een getuige door een Basij-paramilitair.
Amateurbeelden van Soltans dood werden, naar verluidt vanuit Nederland, op YouTube en Facebook geplaatst en verspreidden zich razendsnel over de hele wereld. De video's waren voorzien van een tekst van een toen nog anonieme persoon die beweerde ooggetuige te zijn.